# پدرسا د ریو اوربل
پدرسا د ریو اوربل (به اسپانیایی: Pedrosa de Río Úrbel) یک شهرستان در اسپانیا است.